# Greta Wieselgren
Margareta "Greta" Viola Wieselgren, född Håkansson den 18 februari 1901 i Karlskrona, död 19 maj 1998 i Lidingö kommun, var en svensk historiker. Hon var disputerad historiker och lektor utbildad i Lundaskolan. På senare år blev hon engagerad i kvinnohistorisk forskning.

## Biografi
Greta Wieselgren var dotter till köpmannen Alfred Håkansson och hans hustru Ida Smedberg. Hon avlade studentexamen i Lund och fortsatte med högre studier vid Lunds universitet med historia som huvudämne. År 1925 tog hon en filosofisk ämbetsexamen och 1928 gifte hon sig med filosofie doktor Per Wieselgren.
Under 1920-talet var Greta Wieselgren ordförande för Lunds kvinnliga studentförening, vars första ordförande var Hilma Borelius. Greta Wieselgren var också verksam inom Kvinnliga akademikers förening (KAF). Tillsammans med Toni Schmid hörde hon till de mest begåvade unga historikerna i Lund.
Greta och Per Wieselgren fick tre döttrar, bland dem konstnären Gertrud Wieselgren och professor Sigbrit Swahn. När maken 1930 blev utsedd till professor i svenska språket och litteraturen i Tartu, Estland, följde familjen med och Greta Wieselgren undervisade som svensk lektor vid universitetet i Tartu 1934–1940. Tiden i Estland fick ett abrupt slut då Per Wieselgren 1941 utvisades av tyskarna.
Greta Wieselgrens högre forskarstudier hölls levande och hon blev filosofie licentiat 1937. I Lund engagerades hon som lärare vid kurser för utlänningar 1945–1946 och var ledamot av Lunds stadsfullmäktige 1947–1950. År 1949 disputerade Greta Wieselgren vid Lunds universitet på en avhandling om Sten Sture den yngre och ärkebiskop Gustav Trolle, särskilt deras strid 1516–1519 om att vinna majoriteten av riksrådet. Wieselgren var utbildad i den källkritiska skolan, särskilt nära stod hon Lauritz Weibull. Även Curt Weibull, Gottfrid Carlsson, Sven Thunberg och Erland Hjärne var tongivande lärare i historia vid Lunds universitet under hennes utbildningsår som forskare.
Forskarkarriären efter disputationen fick ett abrupt slut. Med sin avhandling gick Greta Wieselgren emot forskareliten inklusive sin egen professor och tre docenter. Även fakultetsopponenten bedömde avhandlingen njuggt i Historisk tidskrift 1951 och fick ett skarpt svar av Wieselgren i nästa årgång. Greta Wieselgren var en stridbar kvinna, men hennes ansökan om docentur avvisades och mötte ett kompakt motstånd, som grundade sig i den negativa inställningen till hennes självständiga avhandlingsarbete.
En personlig omvälvning i hennes liv lär ha inträtt då Greta Wieselgren 1951 skilde sig från Per Wieselgren och tog tjänst som lektor vid Palmgrenska skolan i Stockholm 1952–1968. Resten av sitt liv tillbringade hon därefter i Stockholm.
Ett nytt skede i Greta Wieselgrens forskarliv inträdde då hon 1969, tjugo år efter disputationen, publicerade Den höga tröskeln. Kampen för kvinnas rätt till ämbete i sjunde delen av Kvinnohistoriskt arkiv. Här behandlades folkskollärarnas lönefråga och det upprivande fallet med juristen Elsa Eschelssons självmord 1911. Men huvudsaken var striden för kvinnors tillträde till högre statliga befattningar som 1923 resulterade i en lag som tillförsäkrade kvinnor rätt till alla statliga och offentliga tjänster, med undantag för militära och prästerliga befattningar. Greta Wieselgren fortsatte här och förde vidare Lydia Wahlströms arbete från 1930-talet om den svenska kvinnorörelsen. Arbetet utgör fortfarande ett fundament i den svenska kvinnohistoriska forskningen.
För eftervärlden har nog Greta Wieselgrens studie Fredrika Bremer och verkligheten. Romanen Herthas tillblivelse från 1978 blivit det mest omtalade och citerade. Det beror mestadels på den komplicerade debatt som frågan om huruvida och i hur hög grad Fredrika Bremers idéroman Hertha påverkade den politiska och juridiska hanteringen av frågan om ogift kvinnas rätt att bli myndig. Göteborgshistorikern Gunnar Qvist hade 1969 skrivit en opinionshistorisk studie om Fredrika Bremer och kvinnans emancipation. I denna drevs tesen att Fredrika Bremers roman Hertha knappast varit så betydelsefull för den politiska processen som kvinnorörelsen länge hävdat. Han förde fram synpunkten att kvinnorörelsen delvis idealiserat Fredrika Bremers insatser.
Greta Wieselgren eftersträvade, som den källkritiska historiker hon var, att gå till botten med frågan om romanens tillkomst och komposition med större respekt för Fredrika Bremer som individ och skapande person. Hon tog sig för att noggrant studera originalmanuskriptet till Hertha som fanns i Amerika. Greta Wieselgrens studie fokuserade på verklighetsbakgrunden till romanen. Hon fördjupade sig i personskildringen och lyfte fram kontakterna med den engelska översättaren. Vissa partier av idéinnehållet kunde hänföras till författarens intresse för inflytelserika samtida tänkare som Søren Kierkegaard. Två historiker, en manlig och en kvinnlig, som representerade skilda forskartraditioner, hade således helt olika ingångar till romanen. Särskilt värt att notera är att Greta Wieselgren inte alls ägnar sig åt att polemisera mot Gunnar Qvists teser.
Greta Wieselgren författade även vetenskapliga artiklar inom svensk medeltid, baltisk 1600-talshistoria och kvinnohistoria samt artiklar i dagspress och läroböcker.
Greta Wieselgren dog 1998 på Lidingö, 97 år gammal. Hon är begravd på Lidingö kyrkogård.